# TACAM T-60
TACAM T-60 (рум. Tun Anticar pe Afet Mobil, Самоходное противотанковое орудие Т-60) — румынская противотанковая САУ времён Второй мировой войны, созданная на основе трофейных советских танков Т-60 и трофейных советских 76-мм пушек Ф-22. Всего было выпущено 34 САУ за всю войну.

## История создания самоходки
К декабрю 1942 года бронетехника Румынии уже не могла ничего противопоставить советским тяжёлым танкам, а Германия отказывалась поставлять свои самоходные орудия румынским союзникам. Ввиду таких обстоятельств румынские конструкторы решили создавать противотанковые самоходки, используя трофейную технику. Основой для создания румынской самоходки послужили захваченные танки Т-60 и используемые в качестве противотанковых дивизионные пушки Ф-22. Первая САУ официально была завершена 19 января 1943 года.

## Описание самоходки
По замыслу румынских инженеров машина должна была напоминать как по внешнему виду, так и по параметрам немецкий истребитель танков Marder II. Пушку Ф-22 и шасси Т-60 специально переоборудовали для САУ. Орудие было защищено с трёх сторон листами брони толщиной 15 мм. Для TACAM использовались листы брони (толщина от 15 до 35 мм), снятые с трофейных советских танков БТ-7. Чтобы улучшить ходовые качества, был установлен новый двигатель ГАЗ-202, также трофейные, что сохранило максимальную скорость машины около 40 км/ч. Два топливных бака, по 140 л каждый, были установлены слева и справа от двигателя.

## Боевое применение
К концу 1943 года были готовы 34 образца. Из них 16 были переправлены в 61-ю артиллерийскую батарею (1-й румынский полк), а 18 отправились в 62-ю артиллерийскую батарею (2-й румынский полк). Вместе они принимали участие в обороне румынских позиций во время наступления советских войск. Судьба машин остаётся неизвестной после возвращения короля Михая, однако, вероятно, они были переправлены в СССР.